# Турбута-1
Поселення Турбута-1 — стародавнє поселення епохи середньовіччя (VIII—X століть н. е..), розташоване за 3,5 км на північний захід від селища Новосвєтловський Октябрського району Ростовської області.

## Дослідження
Поселення було відкрито у 2006 році при обстеженні території у зоні будівництва газопроводу «КС Сохрановка — КС Октябрська» на наявність археологічних пам'яток.
Поселення розташовано на не пересихаючій влітку надоболонній терасі балки Турбут.
У місці поселення проводилися розкопки на площі 1 320 квадратних метрів.

## Поселення зрубної культури
Шар пізньої бронзової доби в розкопках був щільно насичений знахідками. Серед них зустрічається ліпна кераміка зрубної культури. Частина посуду прикрашено орнаментами. Орнаментом були нігтьові вдавлення, косі насічки, відбитки крученої мотузки тощо. Поряд з керамікою археологам траплялися оброблені кістки тварин: обточені з обох торців стовбури рослин, уламки знарядь праці й безліч необроблених кісток тварин. Було розкопано кам'яні вироби — скребки і ножеподібні пластини. Виявлено також бронзове шило.
На поселенні досліджено виявлені ями. Можливо, що це були отвори від гнилих стовпів бронзової доби.

## Знахідки скіфської доби
На дослідженій території було розкопано кілька амфор IV століття до Р. Х., шматок червоно-лощеної посудини.

## Хозарське поселення
У шарі, що відноситься до VIII—IX сторіч (салтово-маяцька культура) виявлено фрагменти амфор та ліпного посуду. У тому числі було виявлено кілька фрагментів ручок від котлів з «вушками».

## Донсько-козацький шар
У шарі кінця XIX — початку XX сторіч виявлено знахідки новітнього часу.